# Malcolm Arbuthnot
Malcolm Lewin Stockdale Parsons, dit Malcolm Arbuthnot (1877-1967), est un photographe et peintre britannique, proche du courant pictorialiste et du vorticisme, et qui fut également portraitiste.

## Biographie
Malcolm Lewin Stockdale Parsons est né en 1877 à Cobham dans le Surrey. Il prend son nom d'artiste vers 1900.
En 1907, Malcolm Arbuthnot devient membre d'une association de photographes anglais appelée « The Brotherhood of the Linked Ring » (ou The Linked Ring (en)), fondée en 1892, en rupture avec la trop conservatrice Royal Photographic Society, et dévouée à promouvoir la photographie comme art au service d'une esthétique et aussi des sciences. Cette organisation est l'un des piliers du pictorialisme, et elle exposa des créateurs comme Alfred Stieglitz et Zaida Ben-Yusuf,.
En 1901, il avait épousé Florence Emily Goold, mais le couple se sépare en 1912, Florence l'ayant quitté pour le poète John Gould Fletcher ; ce dernier lui offre une somme importante pour le dédommager. Avec cet argent, début 1914, il ouvre un studio sur New Bond Street et devient rapidement un portraitiste à la mode, où se croisent de nombreuses célébrités comme George Bernard Shaw avec qui il restera ami, l'actrice Lillah McCarthy, la pianiste Harriet Cohen, la danseuse Isadora Duncan, etc. Cette même année, il participe aux activités artistiques des vorticistes, devenant le seul photographe du groupe ; ses photos sont publiées dans la revue Blast.
Après 1918, il abandonne la photographie ; il expérimenta durant la guerre une technique d'impression photographique originale, retouchant ses tirages à la gouache. En 1926, il s'installe en France et se met à la sculpture. En 1931, il épouse Florence Austin-Jones Davison, la veuve de son ami photographe George Davison, qui était l'un des patrons de la firme Kodak ; devenu millionnaire, Malcolm et son épouse se retirent à Jersey. Il y passe le restant de ses jours à peindre des aquarelles et meurt le 27 mars 1967.